# Kovanice
Kovanice är en ort i Tjeckien.   Den ligger i regionen Mellersta Böhmen, i den centrala delen av landet, 50 km öster om huvudstaden Prag. Kovanice ligger 188 meter över havet och antalet invånare är 730.
Terrängen runt Kovanice är mycket platt. Runt Kovanice är det tätbefolkat, med 297 invånare per kvadratkilometer. Närmaste större samhälle är Nymburk, 2,8 km nordväst om Kovanice. Trakten runt Kovanice består till största delen av jordbruksmark.